# 埃纳尔·基哈德森

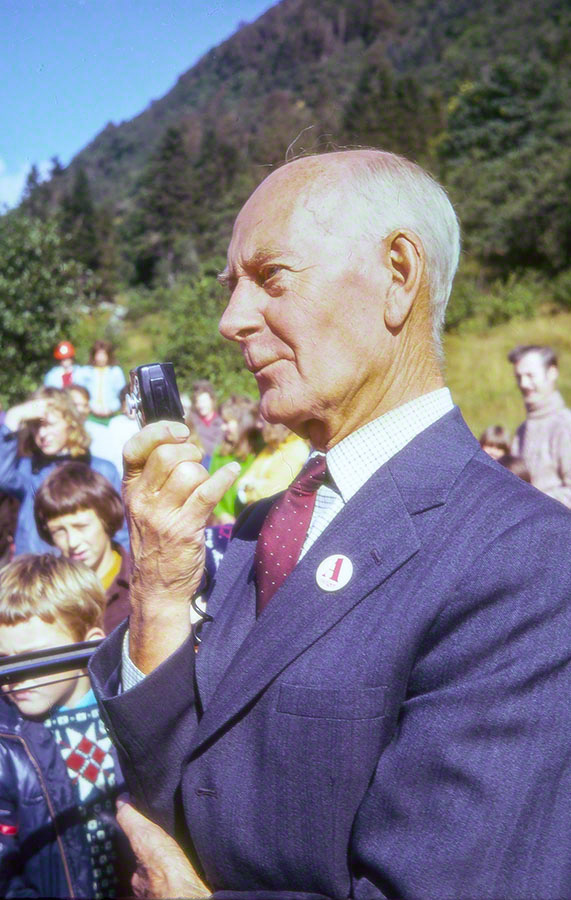

埃纳尔·亨利·基哈德森（挪威語：Einar Henry Gerhardsen，聆听ⓘ；1897年5月10日—1987年9月19日），挪威首相（1945年－1951年，1955年－1963年，1963年－1965年)，挪威工党三袖（1945年－1965年)，領導挪威近二十年，被尊為國父。

## 生平
基哈德森出生在阿克什胡斯郡的阿斯克尔。他原是一名道路工人，在1920年代期间他成为了社会主义者。他多次参与颠覆活动而被判罪，此后逐渐从转向民主社会主义、社会民主主义。1927年工党成为議會第一大党。1930年代中期工党成为在全国政治中的一股力量，工党的约翰·尼高斯沃尔出任少数内阁的首相，他曾兩次当选为奥斯陆市长。

## 首相
二戰后，1945年秋天的议会选举中，工党获得多数席位，埃纳尔·基哈德森出任政府首相。与中立國瑞典不同，在任內挪威1949年加入北約。他于1951年短暫交權給前工党領袖奧斯卡尔·托尔普。托尔普1955年轉任國會議長后，埃纳尔·基哈德森第二次出任政府首相。
1963年，由于受到斯瓦尔巴群岛一次工伤事故的不利影响，保守党议员伊翁·吕恩组成短暂的战后第一届非工党政府。一個月后基哈德森重新出任首相。1965年工党政府在选举中失利。基哈德森卸任首相及工党領袖。
| 前任： 约翰·尼高斯沃尔 | 挪威首相 1945年-1951年 | 繼任： 奧斯卡尔·托尔普 |
| 前任： 奧斯卡尔·托尔普 | 挪威首相 1955年-1963年 | 繼任： 约翰·林         |
| 前任： 约翰·林         | 挪威首相 1963年-1965年 | 繼任： 佩尔·博顿       |